# Conioscinella argentinica
Conioscinella argentinica är en tvåvingeart som först beskrevs av Oswald Duda 1929.  Conioscinella argentinica ingår i släktet Conioscinella och familjen fritflugor. Inga underarter finns listade i Catalogue of Life.